# Исаев, Мутей Закиринович
Мутей Закиринович Исаев (15 мая 1964, с. Новолакское Дагестанской АССР — 6 сентября 1999, около с. Новолакское, Дагестан) — младший сержант милиции, Герой Российской Федерации (2002, посмертно). Милиционер батальона патрульно-постовой службы милиции Новолакского РОВД Республики Дагестан.

## Биография
Родился 15 мая 1964 года в селе Новолакское Дагестанской АССР.
Окончил среднюю школу, затем профессионально-техническое училище в 1982 году. В 1982—1984 годах служил в Советской армии. Работал каменщиком и штукатуром в тресте «Новострой» в Махачкале.
В мае 1997 года поступил служить в органы Министерства внутренних дел России, милиционером батальона патрульно-постовой службы милиции Новолакского РОВД МВД Республики Дагестан.
В начале сентября 1999 года в Ботлихском районе Дагестана были разгромлены силы бандформирования, оплот местных ваххабитов — сёла Карамахи и Чабанмахи — были окружены. Руководители бандформирований Басаев и Хаттаб решили нанести новый внезапный удар в стратегически важном Новолакском районе (откуда можно было бы угрожать большинству районов Дагестана), рассчитывая на внезапность и быстроту действий, а также на то, что российские войска, втянутые в боевые действия, не смогут отреагировать оперативно. Центр Новолакского района — село Новолакское, возле которого расположена важная высота «Телевышка», откуда хорошо просматривалось не только село, но и бо́льшая часть территории района с главными автодорогами.
Утром 5 сентября 1999 года несколько десятков боевиков сразу направились на высоту, где несла службу группа из пяти милиционеров-дагестанцев и пулемётчика во главе с лейтенантом Халидом Мурачуевым. Милиционеры по звукам стрельбы поняли, что происходит в селе и заняли круговую оборону, Мутей Исаев вёл огонь из гранатомёта АГС-17. Шесть бойцов свыше суток дрались с более чем 100 боевиками, было отражено семь атак неприятеля, в одной из них погиб один из милиционеров, а в следующей был ранен пулемётчик. Двое дагестанских милиционеров, выносившие раненого, были окружены и захвачены в плен. На высоте остались раненые лейтенант Мурачуев и младший сержант Исаев.
Последний доклад Мурачуева был получен рано утром 6 сентября: «Патроны окончились. Мутей ранен, он подает гранаты, я бросаю». Ворвавшиеся на высоту боевики захватили двух тяжелораненных милиционеров и зверски расправились с ними: Халиду Мурачуеву отрубили голову и захоронили, а Мутей Исаев был живым закопан в землю, оба долгое время считались пропавшими без вести.
В ходе обороны высоты было уничтожено до 50 (по другим данным — до 70) боевиков, при этом боевики лишились внезапности — ещё во время боя первые части российских войск уже выдвигались в Новолакский район.
В сентябре 2000 года пленные боевики рассказали о подробностях их подвига и гибели, указав места захоронений Героев. Мутей Исаев был с воинскими почестями похоронен в родном селе.
За мужество и героизм, проявленные при выполнении служебного долга, Указом Президента Российской Федерации от 31 января 2002 года младшему сержанту милиции Исаеву Мутею Закириновичу присвоено звание Героя Российской Федерации (посмертно).